# Liste der Kulturdenkmale des Braunschweiger Wallrings
Die Liste der Kulturdenkmale im Braunschweiger Wallring umfasst einen Teil der Kulturdenkmale im Braunschweiger Wallring, der zu großen Teilen im Stadtbezirk Innenstadt liegt, größtenteils basierend auf dem Braunschweiger Leit- und Informationssystem BLIK und Veröffentlichungen der Denkmalschutzbehörde Braunschweig.

## Kulturdenkmale
| Bild                                   | Bezeichnung                            | Lage                            | Beschreibung | Bauzeit   | Eingetragen seit | Denkmal- nummer |
| -------------------------------------- | -------------------------------------- | ------------------------------- | --- | --------- | ---------------- | --------------- |
| weitere Bilder                         | Alter Bahnhof                          | Kalenwall 5 Karte               | Ehemaliges Bahnhofs-Empfangsgebäude im spätklassizistischen Stil, entworfen von Carl Theodor Ottmer (1800–1843) | 1843–1845 |                  |                 |
| weitere Bilder                         | AOK-Gebäude                            | Am Fallersleber Tore 3/4 Karte  | Geschäftsgebäude der Allgemeinen Ortskrankenkasse; 1929–1932 von Carl Mühlenpfordt |           |                  |                 |
| weitere Bilder                         | Bammelsburger Teich                    | Inselwall Karte                 | Der Bammelsburger Teich wurde 1882 angelegt | 1882      |                  |                 |
| weitere Bilder                         | Brücke am Neustadtmühlengraben         | Am Neuen Petritore Karte        | Errichtet von 1819 bis 1823 nach Plänen von Peter Joseph Krahe | 1819–1823 |                  |                 |
| weitere Bilder                         | Brücke Pockelsstraße                   | Pockelsstraße Karte             | |           |                  |                 |
| weitere Bilder                         | Brücken am Alten Bahnhof               | Kalenwall Karte                 | | 1843–1844 |                  |                 |
| weitere Bilder                         | Denkmal für Franz Abt                  | Am Theater Karte                | | 1960      |                  |                 |
| weitere Bilder                         | Friedrich-Wilhelm-Eiche                | Petritorwall                    | |           |                  |                 |
| weitere Bilder                         | Gaußberg                               | Am Gaußberg Karte               | |           |                  |                 |
| weitere Bilder                         | Gauß-Denkmal (Braunschweig)            | Inselwall Karte                 | |           |                  |                 |
| weitere Bilder                         | Grünanlage Hohetorwall                 | Hohetorwall Karte               | |           |                  |                 |
| weitere Bilder                         | Grünanlage Löwenwall                   | Löwenwall Karte                 | |           |                  |                 |
| Grünanlage Wendentor                   | Grünanlage Wendentor                   | Am Wendentor Karte              | |           |                  |                 |
| Haeckelsches Gartenhaus                | Haeckelsches Gartenhaus                | Theaterwall 20 Karte            | Klassizistisches Gebäude. Entworfen durch Peter Joseph Krahe. | 1805      |                  |                 |
| weitere Bilder                         | Herzog Anton Ulrich-Museum             | Museumstraße 1 Karte            | erbaut 1883–1887 im Stil der Neorenaissance nach Plänen des Architekten Oskar Sommer; Als Vorbild diente die Formsprache der italienischen Renaissance. |           |                  |                 |
| weitere Bilder                         | Inselwallpark                          | Inselwall Karte                 | |           |                  |                 |
| weitere Bilder                         | Museumpark                             | Magnitorwall Karte              | |           |                  |                 |
| weitere Bilder                         | Neustadtmühle                          | An der Neustadtmühle 3 Karte    | |           |                  |                 |
| weitere Bilder                         | Neustadtmühlengraben                   | Karte                           | |           |                  |                 |
| weitere Bilder                         | Obelisk                                | Löwenwall Karte                 | 22 Meter hohes Denkmal zur Erinnerung an die in den Freiheitskriegen gegen Napoleon I. gefallenen Herzöge Carl Wilhelm Ferdinand (1735–1806) und seinen Sohn Friedrich Wilhelm (1771–1815); entworfen durch Peter Joseph Krahe (1758–1840) und von 1822 bis 1823 ausgeführt                                                                       | 1822–1823 |                  |                 |
| Orangeriegebäude                       | Orangeriegebäude                       | Lessingplatz 13 Karte           | Gebäude im Stil der italienischen Hochrenaissance, 1884 nach Plänen von Kreisbaumeister Wilhelm Krahe errichtet. | 1884      |                  |                 |
| Pissoir am Theater                     | Pissoir am Theater                     | Am Theater Karte                | Historisches achteckiges Pissoir aus dem Jahr 1896 mit Gusseisenelementen | 1896      |                  |                 |
| weitere Bilder                         | Platzanlage Lessingplatz               | Lessingplatz Karte              | |           |                  |                 |
| weitere Bilder                         | Rosentalbrücke                         | Inselwall Karte                 | |           |                  |                 |
| weitere Bilder                         | Staatstheater, Großes Haus             | Am Theater 1 Karte              | 1859–1861 als Hoftheater im Stil der Florentiner Frührenaissance nach Plänen der Architekten Carl Wolf und Heinrich Ahlburg erbaut | 1859–1861 |                  |                 |
| weitere Bilder                         | Städtisches Museum, Haus am Löwenwall  | Steintorwall 14 Karte           | Das Haus am Löwenwall wurde von 1904 bis 1906 nach den Plänen des Braunschweiger Stadtbaumeisters Max Osterloh erbaut. |           |                  |                 |
| Mittelalterlicher Stadtmauerrest       | Mittelalterlicher Stadtmauerrest       | Neuer Geiershagen Karte         | Ausgegrabener Teil einer Stadtmauer aus dem 12. Jahrhundert |           |                  |                 |
| BW                                     | Straßenanlage Am Fallersleber Tor      | Am Fallersleber Tor Karte       | |           |                  |                 |
| BW                                     | Straßenanlage Am Gaußberg              | Am Gaußberg Karte               | |           |                  |                 |
| BW                                     | Straßenanlage Am Theater               | Am Theater Karte                | |           |                  |                 |
| Straßenanlage Am Wendentor             | Straßenanlage Am Wendentor             | Am Wendentor Karte              | |           |                  |                 |
| weitere Bilder                         | Straßenanlage Augusttorwall            | Augusttorwall Karte             | |           |                  |                 |
| BW                                     | Straßenanlage Bruchtorwall             | Bruchtorwall Karte              | |           |                  |                 |
| BW                                     | Straßenanlage Ehrenbrechtstraße        | Ehrenbrechtstraße Karte         | |           |                  |                 |
| BW                                     | Straßenanlage Fallersleber-Tor-Wall    | Fallersleber-Tor-Wall Karte     | |           |                  |                 |
| weitere Bilder                         | Straßenanlage Inselwall                | Inselwall Karte                 | |           |                  |                 |
| weitere Bilder                         | Straßenanlage Kalenwall                | Kalenwall Karte                 | |           |                  |                 |
| BW                                     | Straßenanlage Löwenwall                | Löwenwall Karte                 | |           |                  |                 |
| BW                                     | Straßenanlage Magnitorwall             | Magnitorwall Karte              | |           |                  |                 |
| BW                                     | Straßenanlage Steintorwall             | Steintorwall Karte              | |           |                  |                 |
| BW                                     | Straßenanlage Theaterwall              | Theaterwall Karte               | |           |                  |                 |
| weitere Bilder                         | Straßenanlage Wendentorwall            | Wendentorwall Karte             | |           |                  |                 |
| weitere Bilder                         | Theaterpark                            | Theaterwall Karte               | |           |                  |                 |
| weitere Bilder                         | Torhäuser Wendentor                    | Am Wendentor 2, 3 Karte         | Unter der Leitung von Peter Joseph Krahe errichtete Torhausanlage im klassizistischen Stil |           |                  |                 |
| weitere Bilder                         | Torschreiberhaus                       | Am Wendentor 1 Karte            | Wohnhaus aus Fachwerk aus den Jahren 1780 bis 1790; ehemaliges Zolleinnehmerhaus, das Teil des Wendentores war; zweigeschossiger Bau mit flachem Mittelrisalit, Zwerchhaus und Mansarddach mit Dachhäuschen; Es soll den Eindruck eines Massivbaus erwecken, deshalb besitzt es auch eine monochrome Farbgebung. Haustür mit Schmuck im Zopfstil. | 1780–1790 |                  | Wikidata        |
| Umflutgräben                           | Umflutgräben                           | Karte                           | |           |                  |                 |
| Verwaltungsgericht                     | Verwaltungsgericht                     | Am Wendentor 7 Karte            | |           |                  |                 |
| Villa Am Fallersleber Tore 5           | Villa Am Fallersleber Tore 5           | Am Fallersleber Tore 5 Karte    | |           |                  |                 |
| Villa Am Fallersleber Tore 6           | Villa Am Fallersleber Tore 6           | Am Fallersleber Tore 6 Karte    | Historistische Villa aus dem Jahr 1884; Sie war für viele Jahre das Wohnhaus des Kaufmanns Carl Heimbs. | 1884      |                  |                 |
| weitere Bilder                         | Villa Berta Löbbecke                   | Fallersleber-Tor-Wall 16 Karte  | Von 1906 bis 1907 nach Plänen der Architekten Otto Rasche und Otto Kratzsch erbaute Stadtvilla mit neobarocken Formen und Jugendstil-Einflüssen; Der Zaun entlang der Straße ist ebenfalls denkmalgeschützt. | 1906–1907 |                  |                 |
| Villa Fallersleber-Tor-Wall 2          | Villa Fallersleber-Tor-Wall 2          | Fallersleber-Tor-Wall 2 Karte   | |           |                  |                 |
| weitere Bilder                         | Villa Gerloff                          | Löwenwall 16–18 Karte           | Entworfen durch den Architekten Ludwig Winter für den Zuckergroßhändler Louis Gerloff im Stil der italienischen Renaissance; erbaut durch Joseph Fröhlich und Philipp Georg Baumkauff von 1888 bis 1889 | 1888–1889 |                  |                 |
| weitere Bilder                         | Villa Hohetorwall 4                    | Hohetorwall 4 Karte             | Zweigeschossiger, villenartiger Putzbau im klassizistischen Stil; errichtet um 1840, Anbau 1881 | ca. 1840  |                  |                 |
| weitere Bilder                         | Villa Löbbecke                         | Inselwall 11 Karte              | Villa im Neorenaissance-Stil, erbaut 1880–1881 nach Plänen von Constantin Uhde für den Bankier Alfred Löbbecke | 1880–1881 |                  |                 |
| Villa Löwenwall 8                      | Villa Löwenwall 8                      | Löwenwall 8 Karte               | |           |                  |                 |
| Villa Löwenwall 19                     | Villa Löwenwall 19                     | Löwenwall 19 Karte              | Zweigeschossiger Ziegelbau im Neorenaissance-Stil mit Fassadenschmuck aus Putz | 1890      |                  |                 |
| weitere Bilder                         | Villa Salve Hospes                     | Lessingplatz 12 Karte           | Frühklassizistische Villa für den Kaufmann Diedrich Wilhelm Krause, erbaut 1805–1808 nach Plänen von Peter Joseph Krahe; Die Nebengebäude stehen ebenfalls unter Denkmalschutz. | 1805–1808 |                  |                 |
| weitere Bilder                         | Villa Steintorwall 3                   | Steintorwall 3 Karte            | Klassizistische Villa aus dem Jahr 1866 | 1866      |                  |                 |
| weitere Bilder                         | Villa Amsberg                          | Friedrich-Wilhelm-Platz 3 Karte | 1827 nach Plänen des Architekten Peter Joseph Krahe errichtete klassizistische Villa | 1827      |                  |                 |
| Villa Wendentorwall 7                  | Villa Wendentorwall 7                  | Wendentorwall 7 Karte           | 1827 errichtete klassizistische Villa nach Plänen des Architekten Peter Joseph Krahe; Der Zaun entlang der Straße ist ebenfalls denkmalgeschützt. | 1827      |                  |                 |
| BW                                     | Villa Wendentorwall 17                 | Wendentorwall 17 Karte          | Nach Plänen des Architekten Carl Theodor Ottmer errichtete Villa im Neorenaissance-Stil; Der Zaun entlang der Straße ist ebenfalls denkmalgeschützt. |           |                  |                 |
| BW                                     | Villa Wendentorwall 26                 | Wendentorwall 26 Karte          | Die spätklassizistische Villa wurde kurz vor 1859 errichtet. Der 1895 angebaute Verbindungstrakt zum heutigen Verwaltungsgericht steht ebenfalls unter Denkmalschutz. Die Restaurierung der Villa wurde 2002 mit dem Preis für Denkmalpflege der Niedersächsischen Sparkassenstiftung ausgezeichnet.                                              | 1859      |                  |                 |
| Villa Westermann                       | Villa Westermann                       | Löwenwall 6 Karte               | Villa im Neorenaissance-Stil, erbaut 1880 nach Plänen des Architekten Constantin Uhde für den Druckereibesitzer und Verleger Friedrich Westermann (1840–1907) | 1880      |                  |                 |
| weitere Bilder                         | Wendenmühlengraben                     | Karte                           | |           |                  |                 |
| Wendenwehr                             | Wendenwehr                             | Am Gaußberg Karte               | Das Wendenwehr wurde zur Zeit der Entstehung des Promenadenrings angelegt. Es reguliert den Wasserstand des Östlichen Okerumflutgrabens. |           |                  |                 |
| weitere Bilder                         | Windmühlenberg                         | John-F.-Kennedy-Platz Karte     | Ehemals Teil der Bastion Braunschweigs; Bei der Entstehung der Wallpromenade wurde der Hügel zu einem Aussichtspunkt umgestaltet. Beim Bau des John-F.-Kennedy-Platzes 1960 wurde der Hügel verkleinert. |           |                  |                 |
| BW                                     | Wohnhaus Am Fallersleber Tore 8        | Am Fallersleber Tore 8 Karte    | |           |                  |                 |
| Wohnhaus Am Gaußberg 6                 | Wohnhaus Am Gaußberg 6                 | Am Gaußberg 6 Karte             | |           |                  |                 |
| Wohnhaus Lessingplatz 11               | Wohnhaus Lessingplatz 11               | Lessingplatz 11 Karte           | Dreigeschossiger Ziegelbau im neogotischen Stil aus dem Jahr 1872 mit Risalit und Zwerchgiebel und Schmuckelementen | 1872      |                  |                 |
| Wohn- und Geschäftshaus Magnitorwall 8 | Wohn- und Geschäftshaus Magnitorwall 8 | Magnitorwall 8 Karte            | 1894 nach Plänen des Architekten R. Martinius errichtetes historistisches Haus; Die Wiederherstellung des ursprünglichen Erscheinungsbilds des Erdgeschosses um 2008/2009 wurde 2010 mit dem Preis für Denkmalpflege der Niedersächsischen Sparkassenstiftung ausgezeichnet.                                                                      | 1894      |                  |                 |
| BW                                     | Wohnhaus Museumstraße 5/6              | Museumstraße 5/6 Karte          | historistisches Doppelhaus; gelber, dreigeschossiger Ziegelbau im Neorenaissancestil aus dem Jahr 1891; Fassadenschmuck aus Putz und Werkstein, Seitenrisalite mit Erkern und Giebeln | 1891      |                  |                 |
| BW                                     | Wohnhaus Theaterwall 18                | Theaterwall 18 Karte            | |           |                  |                 |
| Wohnhaus Wilhelmitorwall 14            | Wohnhaus Wilhelmitorwall 14            | Wilhelmitorwall 14 Karte        | Zweigeschossiger Ziegelbau im spätklassizistischen Stil aus dem Jahr 1885 mit Seitenrisalit; Verputzte Fassade im Erdgeschoss | 1885      |                  |                 |
| Zaun am Inselwallpark                  | Zaun am Inselwallpark                  | Inselwall Karte                 | |           |                  |                 |